# Stulln
Stulln település Németországban, azon belül Bajorországban. Lakosainak száma 1689 fő (2023. december 31.).

## Népesség
A település népessége az elmúlt években az alábbi módon változott:
| Lakosok száma | 466  | 1137 | 1248 | 1272 | 1668 | 1667 | 1675 | 1653 | 1640 | 1689 |
|               | 1875 | 1950 | 1975 | 1987 | 2012 | 2014 | 2016 | 2017 | 2021 | 2023 |